# ROA (バンド)
ROA（ロア）は、日本のロックバンド。男性メンバー7人によって構成されている。バンド名はRelic Of Ancestorの略称である。

## 概要
メンバーはMasatomo、SHU、殿、Miyo-C、AKABA、匹田大智、TES。
2014年、ドラムのAKABAがSNAIL RAMPでドラムを叩く傍ら発起し、2015年4月より三味線と西洋におけるロックが融合した「和洋折衷」を掲げ活動開始。
元the whisperのボーカル、Masatomoによる独特な言葉選びや歌い回しも特徴の一つとなっており、バンドとしてフランスなどの海外でも評価されている。
また、活動開始の際、COUNTRY YARD、DJ SABO、FEELFLIP、MY FIRST STORYなどといったアーティストからもコメントが寄せられた。

## 来歴
2014年、東京にて結成。
2015年3月にシングル曲『JAIRO.M』のMVをYouTubeにて発表。このMVがROAの名刺代わりとなり、公開初日で20,000回再生を記録。
同年10月、バンド初の全国流通版デビューアルバム『KALACREATION』をリリース。
2016年6月には渋谷O-CRESTで行われたワンマンライブをソールドアウトさせ、同月と7月、8月に三か月連続3曲入りシングルCDを発売。同年7月には世界最大規模であるフランス・パリで開催されるJapan Expo 2016への出演が決定。約4,000人を収容するメインステージでの出演。（共演はMAN WITH A MISSION）
この事がきっかけとなり、ROAの楽曲である『JAIRO.M』がJapan Expo 2017のオフィシャルメインテーマソングに起用される事となった。
2017年4月、ファーストフルアルバム『OOPARTS』をリリース。全国20か所以上のツアーも決定。タワーレコード、HMV、ヴィレッジヴァンガード (書籍・雑貨店)といった全国の販売店による展開が行われた。同月には渋谷CHELSEA HOTELにてUNCHAINとの2マンライブを敢行しチケットはソールドアウト。日本テレビの音楽番組「バズリズム」に出演も果たす。
同月、ツアー序盤に三味線のMoroboshimannが持病であるヘルニアの悪化により、バンドを一時離脱するアクシデントに見舞われた。その後、数か所の公演は三味線無しでの演奏となるも、サポート三味線として元ヒビキメロヲであり音楽家の坂本マニ真二郎が抜擢される。
同年8月、Moroboshimannの容態が回復しない事もあり無期限休場が発表されるも、坂本マニ真二郎が正式メンバーとして加入する事も同時に発表。9月に渋谷WWWで行われたツアーファイナルでは途中ながら一時的にMoroboshimannが復活し、7人体制のバンドとして新たにスタートする事となった。
同年9月、翌年3月に再び決まったJapan Expoにて販売する新作音源の制作費を募るクラウドファンディングを265%で達成。
同年12月、渋谷CLUB QUATTROにて第二回単独演舞（ワンマンライブ）をソールドアウト。フルメンバー7人で行われたその模様は12台のカメラでライブDVD用に撮影された。
2018年2月、国産ギターメーカーでもあるフジゲン、FGN Guitarsよりサポートが決定。同時に海外レーベルであるイギリスのJPU Recordsと契約し、海外限定アルバムを発売すると発表。
同年3月、フランス・マルセイユで開催されたJapan Expoに出演。フランスはパリでの初ライブハウス公演も行った。
同月、日本でも話題となっていたセルビアのバンドSenshi（戦士）を日本に呼ぶべくクラウドファンディングを開始。最終的には120%（約300万円）を達成した。
同年5月、ファンクラブとは別の形でバンド活動への参加やサポートを行う「ROAストリートチーム」を発足。同月には海外限定、12曲入りアルバムである『RODIAC』を発売。
同年6月、アメリカ・ロサンゼルスにて初ライブ。数日間に渡り、地元カメラクルーによるアメリカでの初MV撮影を行った。
同年7月、イギリスで行われている日本文化イベント、HYPER JAPANに出演。別日には数多くの有名バンドが出演するライブハウス、UNDERWORLDにてライブを行った。
同年9月、セルビアより来日したSenshiのジャパンツアー、サポートアクトを務める（愛知、大阪、京都、宮城、東京）。
同年10月、三味線の坂本マニ真二郎が持病の悪化により無期限の療養期間に入る。
同月、サポート津軽三味線奏者として和楽器演奏集団の桜menで活動している匹田大智が抜擢される。
2019年3月、渋谷STREAM HALLにて行われたTHE 4TH SOLO LIVE SHOWでROAのコラボアーティストとしてBANZAI JAPAN、日向見流 和響座と共演。
同月、恵比寿LIQUIDROOMにてROA×HASHIBA TAKANARI pre.「OWL NIGHT -THE ARTIST-」開催。
同年10月、佐賀GEILS、福岡・薬院BEAT STATIONにてROA×ハリケーンミキサー presents "Relic Of Ancestor" × "ロック馬鹿一代”開催。
2020年1月、新宿BLAZEにて開催されたBANZAI JAPAN ワンマンライブ 〜十人十色〜（二部)に出演。このライブでBANZAI JAPANに提供した楽曲を初披露。
同月、津軽三味線のmoroboshimann、坂本マニ真二郎の脱退が公式HPで発表される。同時に匹田大智が正式メンバーとして加入することが決定、6人体制のバンドとして新たなスタートを切ることを発表。
同年2月、陽影月（HIKAGETSU）の津軽三味線奏者として活動するTESが新メンバーとして加入。7人体制となる。
同年3月、1st EP『EMOLUTION』のリリースを発表。

## メンバー
Masatomo (まさとも)
ボーカル担当。福岡県出身。元the whisperのボーカル。
SHU (しゅう)
ギター担当。東京都出身。元BLAUER MONDAYのギター。
殿 (との)
ギター担当。神奈川県出身。元SECONDWALLのギター。
2020年1月よりROACHの現ギタリストとして所属し、ROAと兼任ギタリストとして活動開始。
Miyo-C (みよし)
ベース担当。福岡県出身。
AKABA (あかば)
ドラムス担当。福岡県出身。元SNAIL RAMPのドラム。
匹田大智（ひきだたいち）
三味線担当。大分県出身。津軽三味線奏者。
和楽器演奏集団 桜menの現メンバー。
TES（てす）
三味線担当。愛知県出身。津軽三味線奏者。
和風ハイブリッドユニット陽影月（HIKAGETSU）の現メンバー。

## 作品
- 『KALACREATION』 ASIN B011HGCFL2
- 『OOPARTS』 ASIN B06W9N829M
- 『RODIAC』(海外限定発売) ASIN B07BQNQJRV
- 『EMOLUTION』(配信限定作品)

発売日：2020.04.08 
販売元：Hi-PLY RECORDS
品番：HIPLY-0024
　　1  Emolution
　　作曲：AKABA
　　作詞：Masatomo
　　2  B.C.
　　作曲：AKABA
　　作詞：Masatomo
　　3  和洋折衷LOUD!!!
　　作曲：AKABA
　　作詞：Masatomo
　　4  Gurenge (LISA カバー曲)
　　JASRAC作品コード：245-1154-4

## 作品提供
- カミツキ
  - 『月華の奏』作曲・編曲：AKABA
- エグスプロージョン CHAMARKEY
  - 『陰陽師～Mysterious Seimei～ feat.だーよし.ROA』編曲：AKABA
- 鉄鴎 -ARMORED GULL-
  - 『I'M IN』作詞・作曲：坂本マニ真二郎　編曲：AKABA
- BANZAI JAPAN
  - 『万歳賛唱 c/w 声枯れるまで / サクラチル』

1. 万歳賛唱 - 作詞：Masatomo 作曲：AKABA 編曲：ROA
2. 声枯れるまで - 作詞：Miyo-C 作曲：AKABA 編曲：AKABA
3. サクラチル - 作詞：Miyo-C 作曲：AKABA 編曲：AKABA